# Josef Grohé
Josef Grohé (Gemünden im Hunsrück, 6 novembre 1902 – Colonia, 27 dicembre 1987) è stato un politico tedesco.
Figlio di un negoziante, terminò la scuola superiore nel 1919 e lavorò come impiegato in un'azienda meccanica. Si iscrisse al Partito nazista nel 1922, e fu cofondatore dell'organizzazione nazista a Colonia e fondatore del suo giornale, il Westdeutscher Beobachter. Nel 1931 fu insignito del titolo di Gauleiter (leader regionale del partito) di Colonia-Aquisgrana, e nel 1932 venne eletto sia al Reichstag e allo Staatsrat prussiano. Alla fine del 1944, in aggiunta a questi incarichi, divenne Reichskommissar del Belgio e della Francia settentrionale occupati dai tedeschi, sebbene questi territori fossero già stati invasi dagli Alleati. Venne arrestato dalle autorità d'occupazione britanniche a Colonia nel 1945 e imprigionato fino al 1950. 
Dopo la guerra, Grohé rimase fedele alla causa nazista fino alla sua morte.